# サンクトペテルブルク国立経済大学
座標: 北緯59度55分53秒 東経30度19分35秒 / 北緯59.9313度 東経30.3264度

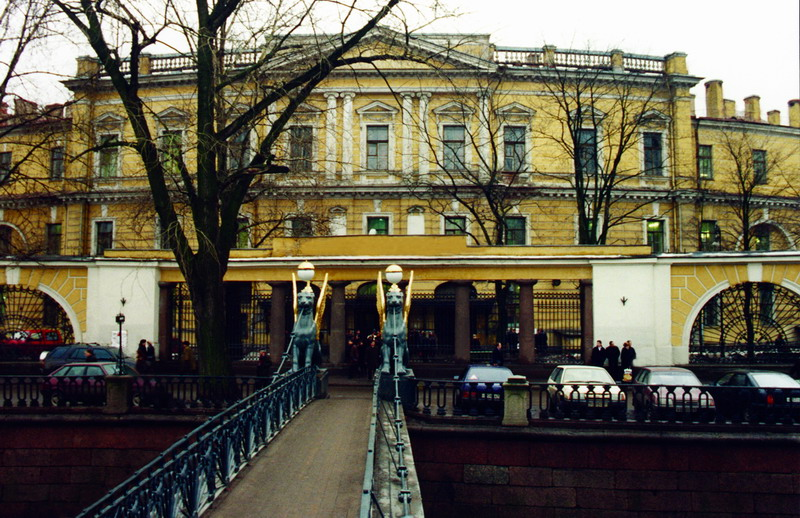
大学本部の入り口（「銀行橋」から見る）

サンクトペテルブルク国立経済大学（ロシア語:  Санкт-Петербу́ргский госуда́рственный экономический университе́т、ロシア語略称：СПбГЭУ）は、ロシア、サンクトペテルブルクにある大学で、2012年に次の３つの大学が合併して成立した。 
- サンクトペテルブルク国立経済・財務大学

1930年の創立に遡る大学で、様々な政府首脳関係者を輩出してきた。
- サンクトペテルブルク・サービス業務・経済大学

(Saint Petersburg State University of Service and Economics、1999年創立)
- サンクトペテルブルク工学・経済大学

(Saint Petersburg State University of Engineering、1906年創立)